# Atelier de Mécanique et d’Automobiles Grousset et Fils
Atelier de Mécanique et d’Automobiles Grousset et Fils war ein französisches Unternehmen.

## Unternehmensgeschichte
Paul Grousset gründete 1904 zusammen mit seinen Söhnen das Unternehmen in Firminy als Werkstatt und begann mit der Produktion von Automobilen. Der Markenname lautete Grousset. 1905 endete die Automobilproduktion. Insgesamt entstanden zwölf Fahrzeuge für lokale Käufer. Das Unternehmen spezialisierte sich auf die Fertigung von Schrauben und Muttern. 
1919 erfolgte der Umzug nach Saint-Just-Saint-Rambert. 
1964 beschäftigte das Unternehmen 338 Mitarbeiter und stellte mehr als 1.000.000.000 Muttern her. 
2007 wurde das Unternehmen aufgelöst.